# Adolf Fischer-Gurig

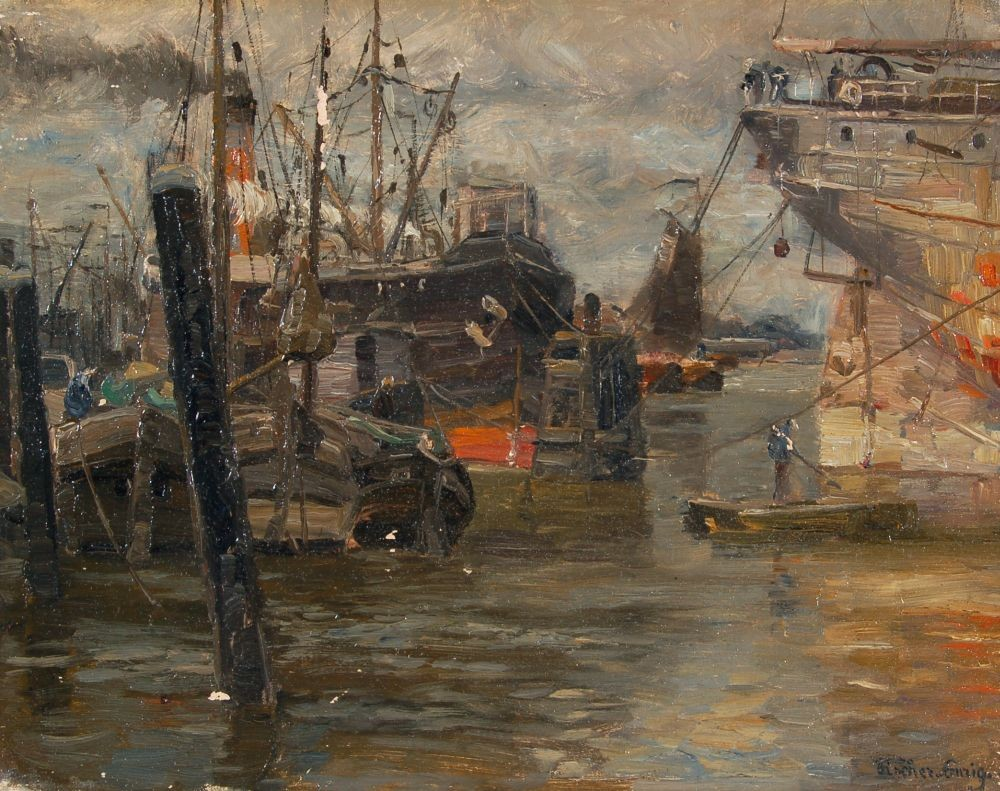
Emdener Hafen (1908)

Adolf Fischer-Gurig (* 2. Juni 1860 in Obergurig bei Bautzen; † 22. Mai 1918 in Dresden; vollständiger Name: Carl Franz Adolf Fischer) war ein deutscher Maler.

## Leben
Adolf Fischer wurde am 2. Juni 1860 in Obergurig bei Bautzen als Sohn des Papierfabrikanten Karl Friedrich Adolph Fischer geboren. Von 1880 bis 1883 studierte er an der Dresdner Kunstakademie bei Paul Mohn, Leon Pohle und Friedrich Preller dem Jüngeren. 1883 bezog er sein erstes Atelier in Dresden und malte Stadtansichten. Von 1885 bis 1888 war er Meisterschüler beim Landschaftsmaler Karl Ludwig in Berlin.
1889 kehrte er nach Dresden zurück und heiratete im September 1890 Margarethe Sinning (* 1867 in Loschwitz bei Dresden). Um 1888 begann der Künstler seine Werke unter Hinzufügung seines Geburtsorts zu signieren. 1900 erhielt er die förmliche Genehmigung, den Familiennamen Fischer-Gurig zu führen.
1890 bis 1898 lebte Adolf Fischer zusammen mit seiner Frau in München. In dieser Zeit malte er Landschaftsbilder mit alpinen Gletschermotiven und Stimmungsbilder vom Ammersee. 1898 kehrte er mit seiner mittlerweile vierköpfigen Familie nach Dresden zurück. 1902 unternahm der Maler auf Einladung des Emder Oberbürgermeisters Leo Fürbringer eine Reise durch Ostfriesland. Es folgten zahlreiche Reisen an die Nord- und Ostseeküste, Rügen, Helgoland, und in die Niederlande. Er besuchte wiederholt den Dollart und malte bis zu seinem Tode zahlreiche Gemälde mit Motiven ostfriesischer Städte und Häfen. Mit diesen impressionistischen Werken erregte Fischer-Gurig internationale Aufmerksamkeit.

## Ausstellungen (Auswahl)
- 1899–1913: regelmäßige Teilnahme an Kunstausstellungen in München, Berlin und Düsseldorf
- 1904: Kunstausstellung der Weltausstellung 1904 in St. Louis, USA
- 1907: Biennale d’Arte in Venedig (gezeigt: Schiffswerft in Emden, verkauft an die Galleria d’Arte Moderna in Rom, heute im Besitz des Ostfriesischen Landesmuseums Emden)
- 1907 und 1911: Ausstellungen am Carnegie Institute in Pittsburgh, USA[2]

## Auszeichnungen
- 1899: Kleine goldene Plakette der Stadt Dresden
- 1904: Silberne Medaille an der Weltausstellung in St. Louis
- 1917: Ernennung zum königlich sächsischen Hofrat